# کوسومبراتو
کوسومبراتو (به ایتالیایی: Cossombrato) یک کومونه در ایتالیا است که در استان آسته واقع شده‌است.

## خصوصیات
کوسومبراتو ۵٫۳ کیلومترمربع مساحت و ۴۹۳ نفر جمعیت دارد.